# Solemyidae
Solemyidae – rodzina kosmopolitycznych małży pierwoskrzelnych (Protobranchia) z rzędu Solemyoida obejmująca około 25 gatunków charakteryzujących się muszlami o wydłużonym kształcie i zamkiem bez zębów. Żyją w symbiozie z bakteriami chemoautotroficznymi, od których są w różnym stopniu uzależnione.
Rodzina obejmuje rodzaje:
- Acharax
- Solemya

Małże z tej rodziny występują na szelfie i w górnej części stoku kontynentalnego na głębokościach 0–600 m (rodzaj Solemya) lub w dolnej części stoku, od około 400 m do ponad 5000 m p.p.m. (rodzaj Acharax).